# Aspera Hiems Symfonia
Aspera Hiems Symfonia è il primo album in studio del gruppo musicale avant-garde metal norvegese Arcturus, pubblicato nel 1996.

## Tracce
1. To Thou Who Dwellest in the Night – 6:46
2. Wintry Grey – 4:34
3. Whence & Whither Goest the Wind – 5:15
4. Raudt og svart – 5:50
5. The Bodkin & the Quietus (...To Reach the Stars) – 4:36
6. Du nordavind – 4:00
7. Fall of Man – 6:06
8. Naar kulda tar (Frostnettenes prolog) – 4:21

## Formazione
- Garm - voce
- Carl August Tidemann - chitarre
- Skoll - basso
- Sverd - tastiere
- Hellhammer - batteria